# العلاقات الكونغوية النيكاراغوية
العلاقات الكونغولية النيكاراغوية هي العلاقات الثنائية التي تجمع بين جمهورية الكونغو ونيكاراغوا.

## مقارنة بين البلدين
هذه مقارنة عامة ومرجعية للدولتين:
| وجه المقارنة                                              | [[تصنيف:صفحات تستخدم رمز علم غير موجود\|]] جمهورية الكونغو | نيكاراغوا        |
| --------------------------------------------------------- | ---------------------------------------------------------- | ---------------- |
| المساحة (كم2)                                             | 342.00 ألف                                                 | 130.38 ألف       |
| عدد السكان (نسمة)                                         | 5.26 مليون                                                 | 6.22 مليون       |
| الكثافة السكانية (ن./كم²)                                 | 15.38                                                      | 47.71            |
| العاصمة                                                   | برازافيل                                                   | ماناغوا          |
| اللغة الرسمية                                             | لغة فرنسية                                                 | اللغة الإسبانية  |
| العملة                                                    | فرنك وسط أفريقي                                            | كوردبا نيكاراغوا |
| الناتج المحلي الإجمالي (بليون دولار)                      | 8.72 مليار                                                 | 13.81 مليار      |
| الناتج المحلي الإجمالي (تعادل القوة الشرائية) بليون دولار | 29.48 مليار                                                | 31.63 مليار      |
| الناتج المحلي الإجمالي الاسمي للفرد دولار أمريكي          | 1.85 ألف                                                   | 2.09 ألف         |
| الناتج المحلي الإجمالي للفرد دولار أمريكي                 |                                                            | 4.92 ألف         |
| مؤشر التنمية البشرية                                      | 0.591                                                      | 0.631            |
| رمز المكالمات الدولي                                      | +242                                                       | +505             |
| رمز الإنترنت                                              | .cg                                                        | .ni              |
| المنطقة الزمنية                                           | ت ع م+01:00                                                | 00               |

## منظمات دولية مشتركة
يشترك البلدان في عضوية مجموعة من المنظمات الدولية، منها:
| علم المنظمة | اسم المنظمة                               | تاريخ انضمام جمهورية الكونغو | تاريخ انضمام نيكاراغوا |
| ----------- | ----------------------------------------- | ---------------------------- | ---------------------- |
|             | البنك الدولي للإنشاء والتعمير             | 10 يوليو 1963                | 14 مارس 1946           |
|             | يونسكو                                    | 24 أكتوبر 1960               | 22 فبراير 1952         |
|             | منظمة التجارة العالمية                    | ?                            | ?                      |
|             | وكالة ضمان الاستثمار متعدد الأطراف        | 16 أكتوبر 1991               | 12 يونيو 1992          |
|             | مؤسسة التمويل الدولية                     | 1 أكتوبر 1980                | 20 يوليو 1956          |
|             | منظمة الشرطة الجنائية الدولية             | ?                            | ?                      |
|             | الأمم المتحدة                             | 20 سبتمبر 1960               | 24 أكتوبر 1945         |
|             | مؤسسة التنمية الدولية                     | 8 نوفمبر 1963                | 30 ديسمبر 1960         |
|             | منظمة حظر الأسلحة الكيميائية              | ?                            | ?                      |
|             | المركز الدولي لتسوية المنازعات الاستشارية | 14 أكتوبر 1966               | 19 أبريل 1995          |

## وصلات خارجية
- موقع وزارة الخارجية النيكاراغوية